# Motorfiets
Een motorfiets, of kortweg motor (in Frankrijk en België  ook wel afgekort tot moto), is een gemotoriseerd voertuig op twee of drie wielen, eventueel met een zijspan of aanhangwagen. Eind 19e en begin 20e eeuw werd met verschillende krachtbronnen geëxperimenteerd, maar vanaf de jaren dertig is de inwendige verbrandingsmotor algemeen. In de 21e eeuw worden ook wel elektromotoren gebruikt. Voertuigen die lichter en langzamer zijn dan een motorfiets kunnen als "bromfiets" beschouwd worden; wat niet voldoet aan de eisen daarvoor wordt als motorfiets beschouwd. Dat geldt bijvoorbeeld voor opgevoerde brommers. Bepaalde voertuigen, zoals lichte quadricycles (quads), die vroeger als motorfiets beschouwd werden, behoren sinds de wetswijziging van 2009 tot de auto's.

## Definitie
Er is lange tijd discussie geweest over de definitie van de motorfiets. Woordenboeken en encyclopedieën gaan met hun tijd mee, en toen de stoommachine uitgestorven was werd deze ook niet meer als serieuze krachtbron beschouwd. Daardoor werd een motorfiets meestal gedefinieerd als een voertuig op twee wielen met een inwendige verbrandingsmotor of een benzinemotor. Door de opkomst van dieselmotorfietsen en elektrische motorfietsen snijdt deze definitie geen hout meer. Daardoor wordt ook recht gedaan aan de stoomvélocipèdes die al in de jaren zestig van de 19e eeuw bestonden. Afhankelijk van de gebruikte definitie zijn er drie kandidaten voor de "eer" de eerste motorfiets te hebben gebouwd: Michaux-Perreaux (ergens tussen 1867 en 1869 en de meest waarschijnlijke kandidaat), Sylvester Howard Roper (waarschijnlijk 1868 of 1869) en Gottlieb Daimler en Wilhelm Maybach, die in 1885 de Einspur met benzinemotor bouwden.

## Naamgeving
| De Vélocipèdraisiavaporianna uit 1818 |
| Michaux-Perraux Stoomvelocipede uit 1869, waarschijnlijk de eerste motorfiets. |
| Sylvester Howard Roper verongelukte in 1896 met zijn stoomvelocipede |
| Mijlpaal: De "Einspur" van Gottlieb Daimler was de eerste motorfiets met benzinemotor, Daimler noemde hem Reitwagen of Petroleum-Reitwagen |
| Graaf Albert de Dion op de stoomdriewieler (een tricar) (Puteaux, 1890) |
| Copeland stoommotorfiets uit 1894 |
| Mijlpaal: De Hildebrand & Wolfmüller was in 1894 de eerste motorfiets die in serie geproduceerd werd. |
| Mijlpaal: De Gebroeders Werner ontdekten (en patenteerden) in 1901 de meest ideale plaatsing van het motorblok |
| Een Werner-kopie van het Britse Raleigh uit 1902. Vanwege het Werner-patent was een 19e-eeuwse Werner met de motor boven het voorwiel nagemaakt. |
| Motorrijders in Toronto in 1904 |
| De FN-viercilinder uit 1905 had een kop/zijklepmotor met snuffel- inlaatkleppen |
| De Amerikaanse Excelsior Single Speed uit 1914 had - uiteraard - een v-twin-motor |
| Erfenis van de Eerste Wereldoorlog: Friedrich Cockerell was vliegtuigconstructeur en zocht zijn eigen emplooy in de motorfietsen. Hij monteerde de stermotoren waar hij zo veel ervaring mee had, maar hield het maar van 1919 tot 1925 vol                                                                                |
| Britse AJS Model D uit 1920 |
| Italië: De Italianen stonden al vroeg bekend om gevoel voor schoonheid en design, zoals met deze Fusi-kopklep-racer van 250 cc met koningsas uit 1937 |
| Na de Tweede Wereldoorlog ontstonden soms uit restanten uit depots van de strijdende partijen nieuwe merken, zoals het Franse CMR |
| Vliegtuigfabrikant Piaggio opende de weg naar de scooter met de "Vespa" |
| Mijlpaal: De Honda C 100 Super Cub werd in 1958 gepresenteerd en is de meest verkochte (meer dan 60 miljoen) motorfiets ter wereld. |
| Mijlpaal: De Honda CB 750 werd verkozen tot de "Motor van de Eeuw". Zijn presentatie in 1969 zorgde voor het faillissement van enkele Europese merken. |
| Duitsland kreeg veel beperkingen opgelegd na de beide grote oorlogen. Op tweetaktgebied bleef men actief, vooral met de lichte inbouwmotoren van Sachs en ILO, maar de motorproductie van DKW kwam in de DDR terecht. Alleen de BMW-boxermotoren hielden de eer hoog.                                                      |
| Japan: Tot eind jaren 60 van de 20e eeuw beperkte Japan zich tot het maken van kopieën van westerse merken en snelle tweetakten, zoals deze Suzuki T 500. Toen de "grote vier" allemaal viertakten gingen maken was het tij echter niet meer te keren. Sindsdien bepaalt Japan grotendeels wat er op de motormarkt gebeurt |
| 1974 was het geboortejaar van de Honda GoldWing |
| Honda CX 500 Turbo(1982) |
| Honda VT 600 C Shadow (1988) |
| Oud merk in een nieuw jasje: de Benelli-fabriek werd in 1972 verkocht, maar kwam in 1999 terug met deze Tornado 900 Tre Novecento |

De benaming "motorfiets" werd voor het eerst als “Motorrad” toegekend aan de eerste productiemotor, de Hildebrand & Wolfmüller in 1895, die ook veel van een fiets met motor weg had. Hildebrand & Wolfmüller deponeerden deze naam ook. De Amerikaan E.J. Pennington beweerde de naam "motorcycle" al in 1893 te hebben gebruikt. Deze man is echter bekend geworden door zijn mislukte projecten die desondanks altijd met veel misbaar aangekondigd werden. In Frankrijk werd de naam "Motocyclette" gedeponeerd door de gebroeders Werner. Omdat deze naam niet in de smaak viel bij andere producenten gebruikte Terrot de naam "Motorette". Ze gaven hun eerste motorfietsen simpel de naam Motorette no. 1, Motorette no. 2 enz. Clément noemde zijn motorfietsen "Autocyclette".

## Geschiedenis

### 19e eeuw
Stoommotorfietsen en benzinemotoren
Al in de jaren zeventig van de 19e eeuw verzorgde Sylvester Howard Roper shows met een stoomwagen en een stoomvélocipède in de Verenigde Staten. Hij organiseerde ook de eerste motorraces, bij gebrek aan een tegenstander reed hij echter tegen paarden. Omdat er onduidelijkheid is over de exacte "geboortedatum" van Roper's stoomvélocipède is het mogelijk, hoewel onwaarschijnlijk, dat hij de allereerste motorfiets heeft gebouwd. Bronnen spreken elkaar hierover tegen, maar de jaartallen 1868 en 1869 worden vaker genoemd dan het jaar 1867. De Michaux-Perreaux stoomvélocipède werd vrijwel in dezelfde periode gebouwd, maar Michaux patenteerde zijn machine in december 1869. De meeste bronnen wijzen Michaux aan als de bouwer van de allereerste motorfiets. Rond 1884 bouwde ook Lucius Copeland in Phoenix (Arizona) motorfietsen met een ingebouwde stoommachine. Ook dit waren meer show-apparaten dan vervoermiddelen. Copeland trad er zelfs mee in het P.T. Barnum circus op. Ondanks het verschijnen van de benzinemotor in Gottlieb Daimlers Einspur in 1885 en de serieproductie van de Hildebrand & Wolfmüller in 1894 hielden sommige fabrikanten nog lang vast aan de stoommachine (Langford zelfs tot in 1915). Andere fabrikanten van stoommotorfietsen waren Dalifol, De Dion-Bouton, Geneva en Michaux. De Einspur van Daimler was al meteen de eerste technische doorbraak. Leverde de oorspronkelijke Ottomotor slechts 1 pk per 600 kg, de 245 cc grote Einspur-motor bracht het tot 0,5 pk, wat uiteindelijk 1 pk per 40 kg opleverde. Bovendien liep de motor niet alleen op gas, maar ook op benzine. In de Verenigde Staten hield men langer vast aan stoomaandrijving dan in Europa, waar de ontwikkeling van inwendige verbrandingsmotoren veel vroeger op gang kwam. Overigens bestaat er een tekening uit 1818 (een jaar na de uitvinding van de draisine) waarop al een stoomfiets te zien is, de Vélocipèdraisiavaporianna, die waarschijnlijk nooit echt gereden heeft.

#### Serieproductie
Zoals gezegd werd de Hildebrand & Wolfmüller de eerste in serie geproduceerde motorfiets. Stoom won het qua snelheid soms nog van benzine, maar niet qua betrouwbaarheid. Albert De Dion had al in 1881 een stoomdriewieler laten ontwerpen door de technici Georges Bouton en Alain Trépardoux. Deze machine vond jarenlang haar gelijke niet in wedstrijden. In 1887 werd er een wedstrijd uitgeschreven waar eindelijk door de "benzineconcurrentie" het zwijgen zou worden opgelegd aan de De Dion-Bouton, maar er kwam geen enkele tegenstander opdraven. Pas in 1891 verloor de machine op betrouwbaarheid een wedstrijd van Léon Serpolle. Maar ook die gebruikte stoomaandrijving. In 1894 werd pas een serieuze wedstrijd met 38 inschrijvingen, zowel benzine- als stoom, georganiseerd. Er startten er 21 en kwamen er 17 aan de finish. De Dion won weer, maar dit keer toonden de benzinemotoren toch een bepaalde superioriteit, met name op het gebied van betrouwbaarheid. Het pleit was echter nog niet beslecht. Pas de uitslag van een latere race, Parijs-Rouen in 1894, gaf de doorslag. De jury had winnaar De Dion op de tweede plaats gezet, omdat ook het bedieningsgemak en de betrouwbaarheid werden meegeteld. Panhard & Levassor en Peugeot hadden met hun benzinemotoren grote indruk gemaakt en hiermee was het vonnis over de stoommotor geveld. Toen graaf de Dion eenmaal overtuigd was schakelde hij over op benzinemotoren en weer werd hij de eerste die een productielijn met snelle en betrouwbare tricycles met benzinemotor kon opzetten. Ook de De Dion-Bouton motoren werden door vele andere constructeurs als inbouwmotor ingezet. In deze periode wist men nog niet zeker of de twee- of de driewieler meer levensvatbaar was. De ontwikkeling van de motorfiets ging in de hele wereld verder, waarbij elk land of werelddeel zijn eigen hindernissen tegenkwam.

### Jaren nul
Snuffelkleppen, meercilinders en inbouwmotoren
De ontwikkeling ging vanaf 1900 gestaag. De in Parijs werkende Russische gebroeders Werner vonden de ideale plaats voor het motorblok (onder in het frame). In het Boheemse Mladá Boleslav ontwikkelden de monteur Václav Laurin en de boekhandelaar Václav Klement onder de naam Slavia hun eigen originele motorfietsen met laaggeplaatste motoren in een loop frame. Zij benaderden de constructie op hun eigen manier: in plaats van een motor in een fietsframe maakten zij eerst het motorblok en construeerden daar een stevig frame omheen. De motorfiets (die nog regelmatig met een petroleummotor was uitgerust) was nu duidelijk levensvatbaar gebleken. Overal ter wereld schoten de producenten als paddenstoelen uit de grond, en topconstructeurs als bijvoorbeeld Paul Kelecom en Alessandro Anzani werden als tegenwoordige topvoetballers van bedrijf naar bedrijf getransfereerd. Doordat de gebroeders Werner hun nieuwe Wernermethode (het laaggeplaatste motorblok) hadden gepatenteerd vond men de motorblokken op allerlei posities, waarbij "boven het voorwiel" vrij populair was. Er werd riemaandrijving toegepast en de inlaatklep was als snuffelklep uitgevoerd. Ontstekingen werkten soms nog niet elektrisch, hoewel de bougie al snel doorbrak. Er was echter nog geen standaardisering: een bougie kon niet zo maar van de ene in de andere motor worden gezet. Verlichting en vering waren niet leverbaar en de wetgeving in veel landen maakte het soms bijna onmogelijk überhaupt met een "Voiture sans chevaux" de straat op te gaan (zie hiervoor bijvoorbeeld "Helse Machines"). Maar de ontwikkelingen gingen snel. Al in 1905 presenteerde FN een heuse langsgeplaatste viercilinder lijnmotor. Er werden ook al V-twins geproduceerd, zoals die van Harley-Davidson, die het tot de dag van vandaag volhoudt. Motorfietsen waren in deze periode nog "fietsen met hulpmotor" en waren als hobby-object belangrijker dan als vervoermiddel. Ze moesten worden aangefietst en sloegen weer af als er werd gestopt. Het besturen van een motorfiets was nog geen eenvoudige zaak. Een wirwar aan hendeltjes voor de voorontsteking, benzinetoevoer, luchttoevoer en de olie voor het total loss smeersysteem moesten worden gebruikt. De uitvinding van de bowdenkabel in 1902 betekende wel een verbetering ten opzichte van de stangen die tot dat moment gebruikt moesten worden, maar het duurde uiteraard nog jaren voor deze nieuwigheid overal was doorgedrongen.

### Jaren tien
Eerste Wereldoorlog, oude merken verdwijnen en nieuwe verschijnen
Een periode die getekend werd door de Eerste Wereldoorlog. Deze was verantwoordelijk voor het verdwijnen én het verschijnen van een aantal merken. Uiteraard kostte de oorlogsinspanning een aantal motormerken de kop: men moest oorlogsproducten gaan maken óf men verloor de klanten omdat die wel iets anders aan het hoofd hadden. Doordat Duitsland, Frankrijk en België door de oorlogsinspanningen geen motorfietsen meer leverden kregen de Amerikaanse merken Dayton, Emblem, Excelsior, Flying Merkel, Harley-Davidson, Henderson, Indian, Iver-Johnson, Pope en Thor de kans op de Europese markt door te breken. Doordat er echter overal ter wereld al wedstrijden werden georganiseerd ontwikkelde de techniek zich snel: de eerste veersystemen werden leverbaar en hier en daar werden al koppelingen toegepast. In eerste instantie gebeurde dit door een spanrol op de aandrijfriem: als de riem werd ontspannen bleef de motor stilstaan, als de spanning werd opgevoerd reed hij geleidelijk weg. Na de oorlog kwamen vooral wapen- en vliegtuigfabrikanten zonder werk te zitten. Zij stortten zich massaal op de motorfiets- en autoproductie. Door de volop beschikbare inbouwmotoren kon zelfs in de kleinste dorpssmidse een "motormerk" ontstaan. Dit is een van de oorzaken dat er in deze encyclopedie erg veel merken met een zeer beperkte beschrijving staan; Een smid die een aantal inbouwmotortjes op fietsen monteerde richtte daarmee zijn eigen motorfietsmerk op, maar ging soms na een korte periode weer tuinhekken smeden omdat er geen brood op de plank kwam. Ook waren er een aantal pioniers, die met bijzondere constructies op de markt kwamen, zoals Peugeot-dealer Verdel met zijn vijfcilinderstermotoren. De Britse motorindustrie floreerde al met belangrijke merken als AJS, Ariel, Triumph, Douglas en de voormalige wapenfabrikant BSA, die overigens al na de Krimoorlog fietsen was gaan maken.

### Jaren twintig
Opkomst van de Italianen (en BMW)
Uiteraard waren er al Italiaanse motorfietsmerken vóór 1920, maar in de jaren twintig deden ze van zich spreken in wedstrijden, zoals het in 1919 opgerichte Garelli, dat met snelle tweetakten op de markt en de circuits verscheen. Moto Guzzi werd in 1921 opgericht en Benelli bouwde in hetzelfde jaar zijn eerste motorfietsen. Duitsland werd geplaagd door de herstelbetalingen na de oorlog, en hoewel er veel kleine motorfietsmerkjes opkwamen verdwenen deze meestal binnen enkele jaren weer. Toch schakelden de Bayerische Flugzeugwerke met succes over op motorfietsen, die eerst nog als Flink en Helios werden verkocht, maar vanaf 1923 als BMW. In deze periode begon men het ook eens te worden over een aantal technische oplossingen. Veel modellen kregen - vaak nog tegen meerprijs - koppelingen, versnellingsbakken, kettingaandrijving, verlichting, vering en een rem in het voorwiel. De zijspanindustrie groeide snel en vaak kochten grote motorfietsmerken zijspanfabrieken op om een compleet product te kunnen leveren.

### Jaren dertig
Ontwikkelingen tegen wil en dank
De jaren dertig begonnen eigenlijk op Zwarte donderdag, 24 oktober 1929. De beurskrach had uiteraard zijn uitwerking op de motorverkoop overal ter wereld. Duitsland was in de jaren twintig al tot grote armoede gebracht, maar de rest van de wereld volgde gestaag. Toch stonden de ontwikkelingen niet stil. Vooral in het Verenigd Koninkrijk werd hard aan de weg getimmerd en concurreerden veel gezonde merken met elkaar. Deze concurrentiestrijd dwong ook ontwikkelingen af, waardoor vooral op het gebied van versnellingsbakken, koppelingen en remmen grote vooruitgang werd geboekt. Er ontstonden (mogelijk door de economische situatie) ook concerns, zoals Associated Motor Cycles (Matchless, AJS en Sunbeam) en Ariel-Triumph. Hierdoor kon men badge-engineering toepassen. Overal ter wereld werden echter lichte, betaalbare motorfietsen en hulpmotoren voor fietsen ontwikkeld, niet zelden tweetakten. Dit om het motorrijden ook voor de minder betaalkrachtige klanten mogelijk te maken. In Engeland kwamen de autocycles op de markt. Een boycot van de Italianen door de Britse industrie als gevolg van de Tweede Italiaans-Ethiopische Oorlog had een onbedoeld neveneffect. De Italianen hadden niet veel meer 500cc-modellen dan de Moto Guzzi Sport 15 en de Gilera VTE Gran Sport, maar nu de Britten van het binnenlandse toneel verdwenen konden kleinere merken als Moto Bianchi, Benelli, CM, MM, MAS, Simplex, Sertum en Tavrvs in het gat springen, ondersteund door afschaffing van belastingmaatregelen en rijbewijsgrenzen. Aan het einde van de jaren dertig was de storm van de Beurskrach van 1929 enigszins geluwd. De motorfabrikanten begonnen zich juist aan de wat zwaardere modellen te wagen en de techniek ging hard vooruit, voortgestuwd door ervaringen opgedaan in races die nog nauwelijks gehinderd werden door strikte reglementen. Er werd met compressoren geracet en elk zichzelf respecterend merk had kopklepmotoren in zijn programma, niet zelden met nokkenassen die door een koningsas werden aangedreven. Maar de zware zijkleppers waren nog niet uitgestorven. Ze waren populair als zijspantrekker en de productie werd in de jaren vóór de Tweede Wereldoorlog zelfs uitgebreid omdat vele regeringen ze als legermotor kozen. De V-twin had in Europa zijn beste tijd gehad, maar de door Edward Turner en Bert Hopwood ontwikkelde paralleltwin werd een doorslaand succes. Zündapp had intussen door de gebroeders Küchen ontwikkelde boxermotoren, waarmee het de concurrentie met BMW aan ging. In Italië timmerden merken als Benelli, Moto Guzzi en Bianchi aan de weg, weliswaar allemaal met eencilinders, maar het Italiaanse design begon toen al een begrip te worden. Rond 1937 stegen door de Duitse dreiging de opdrachten voor militaire modellen waardoor vele fabrikanten er grote opdrachten bijkregen, totdat de oorlog uitbrak, 1 september 1939.

### Jaren veertig
De Tweede Wereldoorlog en het begin van de wederopbouw
De Tweede Wereldoorlog betekende ook het einde van vele gevechten, met name die om regeringsopdrachten. Waren veel bedrijven nog druk geweest met de ontwikkeling van militaire motorfietsen, het uitbreken van de oorlog betekende dat veel staten knopen gingen doorhakken en één of twee merken aanwezen als "oorlogsproducent". In de Verenigde Staten betekende dat een klap voor Indian, nadat Harley-Davidson de opdracht kreeg de - achteraf beroemde - 750cc-WLA en WLC "Liberator" te bouwen. Een aantal motormerken, vooral in het Verenigd Koninkrijk en uiteraard Duitsland draaide volop oorlogsproductie, maar de grote industrieën rond Luik werden allemaal onder Duits bevel gebracht en niet zelden moest de motorfietsproductie worden beëindigd ten gunste van wapens. Ook het Duitse Schell-plan betekende voor veel bedrijven het einde. Nieuwe ontwikkelingen vonden vrijwel nergens meer plaats. Na de oorlog konden de overgebleven merken niet anders dan teruggrijpen op hun modellen van vóór 1940. De motorverkopen lagen vrijwel stil. Als men al motor reed, was dat vaak een achtergebleven militair exemplaar. Er werden nog jarenlang "verborgen" depots met motorfietsen gevonden. Het merk CMR ontstond zelfs doordat men een depot in Parijs had gevonden dat vol lag met BMW-onderdelen. Veel fabrieken in heel Europa waren platgebombardeerd of geplunderd en de Duitse industrie kreeg strenge beperkingen opgelegd: motorfabrikanten mochten nog alleen zeer lichte modellen produceren en vliegtuigfabrikanten mochten helemaal niet meer produceren. De wederopbouw in Europa, de heersende armoede en - tegen het einde van de jaren veertig - de opkomst van kleine, betaalbare auto's remden de motorverkopen sterk af.

### Jaren vijftig
Goedkope auto's, scooters en snelle motoren
De motorindustrie kreeg in de jaren vijftig flinke klappen met de opkomst van de lichte auto's, zoals de Morris Minor, de Mini, de Fiat 500 en 600 en een heel scala aan dwergauto's, maar misschien nog het meest door de Volkswagen Kever. De motorfiets verloor zijn waarde als "dagelijks vervoer". Men reageerde (Piaggio met de "Vespa" en Lambretta voorop) door op grote schaal over te schakelen op scooters. Maar er moesten er veel uit dezelfde ruif eten: veel Duitse en Italiaanse vliegtuigbouwers die van de geallieerden geen vliegtuigen meer mochten produceren schakelden over op scooters. Heinkel is hiervan een goed voorbeeld. Piaggio was overigens ook vliegtuigbouwer, en Lambretta hield zich tot de oorlog bezig met steigerpijpen. Feitelijk misten de "oude" motormerken deze boot gigantisch. Eind jaren vijftig probeerden sommigen nog aan te haken, maar Vespa, Lambretta en Heinkel waren al zo ver en populair dat er geen redden meer aan was. De oorlogsindustrie had de ontwikkeling van nieuwe Britse motorfietsen vertraagd en de klanten waren in de auto en op de scooter gestapt. Bromfietsen en lichte motorfietsen waren nog te verkopen, hoewel de jeugd nog geïnteresseerd was in zwaardere motorfietsen. Ze moesten dan wel snel zijn. "A ton" (100 mijl per uur) werd de eis. De Britten produceerden daarop steeds snellere een- en tweecilinders, met carters uit oude gietmallen die niet meer lekvrij te krijgen waren. Vrijwel elke Britse motorfiets stond erom bekend dat hij "zijn territorium markeerde", m.a.w.: een olieplas naliet.
In West-Europa werd verschillend gereageerd op de magere tijden: In het Verenigd Koninkrijk en Frankrijk door op grote schaal te fuseren, inbouwmotoren en badge-engineering toe te passen, in Italië en West-Duitsland gold het principe van de "survival of the fittest", waardoor slechts een klein aantal merken overleefden. In het algemeen waren dit ook "the fittest", want ze bestaan tegenwoordig bijna allemaal nog, terwijl van de Franse en Britse motorindustrie vrijwel niets meer over is. De Oost-Europese motorfietsindustrie kwam onder de paraplu van de centraal geleide Sovjet-economie. Met name in de DDR en Tsjecho-Slowakije ontstonden al dan niet kunstmatig gezonde bedrijven die zich aanvankelijk bezighielden met de ontwikkeling van tweetakttechnologie, maar later werd de ontwikkeling geschrapt en werd er alleen nog geproduceerd. De weg werd eind jaren vijftig geplaveid voor iets nieuws, iets Japans bijvoorbeeld.

### Jaren zestig
"They're building a four cylinder, you know"
In de jaren zestig waren motorfietsen in de westerse wereld al meer dan alleen maar een vervoermiddel, het werden langzaamaan ook hobbyobjecten. Hierop werd handig ingesprongen door Japanse fabrikanten, die goedkope maar desalniettemin hoogwaardige producten op de markt brachten. Aanvankelijk vooral lichte viertaktmotoren (Honda) en snelle tweetaktmotoren (Yamaha, Suzuki en Kawasaki). In de wegrace maakten zij al duidelijk waar de technische voorsprong lag, maar de komst van de Honda CB 750 in 1969 betekende de genadeklap voor veel Europese merken. In Europa zochten fabrikanten naar manieren om te overleven. BMW deed dat door één serie van drie modellen (de R 60/5, de BMW R60/5 en de BMW R75/5) uit te brengen en die tien jaar lang in productie te houden, de Britse merken door verder te fuseren en zich te richten op de Amerikaanse markt, waar geen sportieve modellen voorhanden waren. In Italië werd ontwikkeld en vernieuwd: door Ducati met de inmiddels beroemde L-twins, door Moto Guzzi met de nog steeds geproduceerde langsgeplaatste V-twins. De hele Britse industrie ging uiteindelijk onderuit en ook in de rest van Europa vielen harde klappen. Merken die tegenwoordig terugkomen als "exclusief" (en duur) gingen in die periode ten onder. En dat terwijl er juist uit Japan niets nieuws werd verwacht. Jarenlang had men zich daar beperkt tot het kopiëren van Europese motorfietsen, hoewel de technische voorsprong in wegraces, met name van Honda, toch een teken aan de wand geweest moet zijn. Honda racete met 50 cc tweecilinders, 125 cc vijfcilinders en 250 en 300 cc zescilinders, allemaal viertakten. Ook de tweetakten uit Japan (50 en 125 cc Suzuki tweecilinders, 125 en 250 cc Yamaha viercilinders) waren nauwelijks te verslaan. De eerlijkheid gebiedt te zeggen dat de Europese fabrikanten na de ineenstorting van de motorfietsmarkt allang blij waren dat ze de jaren vijftig overleefd hadden; er was nauwelijks geld voor ontwikkeling. Tekenend voor de Europese naïviteit ligt misschien wel in een opmerking in de wandelgangen van de BSA Group: Na een afloop van een bestuursvergadering in 1968 had een deelnemer die gehoord had over de CB 750 terloops opgemerkt: "They're building a four cilinder, you know". De vergadering werd meteen hervat en men besloot tot de productie van de BSA A75 Rocket 3 en de Triumph T150 Trident. Het mocht niet meer baten.

### Jaren zeventig
Dikke viercilinders en wankelmotoren
In de jaren zeventig en tachtig was er enige stabiliteit ontstaan. In Amerika bestond Harley-Davidson nog, in Europa onder andere BMW en Moto Guzzi. Zij overleefden juist door vast te houden aan hun eigen motorprincipes: De Harleys met hun dwarsgeplaatste v-twins, de BMW's met hun langsgeplaatste boxermotoren en de Moto Guzzi's met hun langsgeplaatste v-twins. Er overleefden uiteraard nog meer merken, maar die hingen min of meer "aan het infuus". Vaak hing hun leven af van regeringssteun. Voor de Britse merken, verenigd in Norton-Villiers-Triumph, viel in elk geval tijdelijk het doek. Triumph en Norton zouden als enige merken overleven, maar daar leek het in de jaren zeventig nog helemaal niet op. De Japanse merken vingen hun eigen race aan om de grootste, zwaarste en sterkste "superbike". Allemaal hadden ze zware viercilinderviertakten in hun programma, maar Honda kwam al in 1974 met een nieuw wapen, die Honda Goldwing, Kawasaki presenteerde in 1978 de Z 1300-zescilinder, maar ook Honda kwam met een zespitter, de CBX 1000. Vreemd genoeg sloegen deze motorfietsen direct aan, terwijl Benelli al in 1972 de "750 Sei" en in 1978 zelfs een "900 Sei"-zescilinder in de markt had gezet, met minimaal succes. De jaren zeventig vormden ook het tijdperk van de wankelmotor. Hercules, MZ, Suzuki, Van Veen, Yamaha en Norton deden een poging, maar uiteindelijk was het concept niet levensvatbaar.

### Jaren tachtig - heden
Customs, turbo’s en "nieuwe" oude merken
In de jaren tachtig en negentig leefde de motorindustrie echter op. Het ging economisch goed in de westerse wereld en veel mensen wilden een motorfiets als "pleziervoertuig". Vooral de custom beleefde gouden tijden. Na het mislukken van de wankelmotoren wilde men in de jaren tachtig steeds meer terug naar lichtere viertakten, die echter wel dezelfde vermogens moesten leveren als de zware viertakten. Ook de bemoeienis van de FIM, die steeds vaker ingreep in de wedstrijdreglementen, was hier mogelijk debet aan. Turbocompressoren moesten hier uitkomst bieden. Honda had al in 1973 een 360cc-CX-prototype gemaakt, maar kwam in 1980 op de markt met een turboversie van de Honda CX 500. Op het eerste gezicht een vreemde keuze: de CX 500 was absoluut geen sportief model, maar had wel waterkoeling, wat misschien de doorslag gaf. Eind 1982 kwam er al een opvolger, de CX 650 Turbo. Kawasaki reageerde al eind 1981 met de presentatie van de ZX 750-E1 Turbo, Suzuki volgde met de Suzuki XN 85 Turbo en Yamaha met de XJ 650 T(urbo). Ook het Italiaanse Moto Morini presenteerde een prototype in 1981, de 500 Turbo. Het is niet duidelijk of deze machine werkelijk ooit heeft gefunctioneerd. Er ontstonden in deze periode juridische gevechten om oude merknamen als Indian en Excelsior-Henderson en andere namen. Velen zijn inmiddels weer in ere hersteld, zoals Moto Morini, MV Agusta, Triumph, Benelli en Laverda.
Vanaf 2000 verschenen de eerste levensvatbare ontwerpen van elektrische motorfietsen: Zero Motorcycles, Denali, Energica, Tacita, Kuberg.

### Ontwikkelingen in Amerika

#### Canada
Canada is altijd afhankelijk geweest van motoren en motorfietsen uit het buitenland. Tegenwoordig bestaan er wel kleine fabriekjes die customs en trikes bouwen, zoals dat ook in de Verenigde Staten gebruikelijk is. Het enige enigszins belangrijke merk is Bombardier, dat deel uitmaakt van het bedrijf Bombardier, maar zich voornamelijk richt op sneeuwscooters en quads.

#### Verenigde Staten
De Amerikaanse producten werden enigszins beperkt door de keuze voor V-twins, waardoor er behalve voor deze motorblokken eigenlijk geen verdere ontwikkeling plaats vond zodat andere motortypes (met name de staande eencilinder en de langsgeplaatste viercilinderlijnmotor) verdwenen. Het enige overgebleven grote Amerikaanse merk, Harley-Davidson bouwt zijn motorfietsen nog steeds met een V-twin blok. Deze keuze werd destijds gemaakt, ten eerste wegens de beperkte inbouwbreedte (zie ook boxermotoren), en ten tweede door het simpele feit dat het carterblok voor een "V-twin" nagenoeg hetzelfde is als voor een (staande) eencilinder, wat de productie en/of ontwikkeling sterk vereenvoudigde. De kennis voor het bouwen van een compact carterblok voor dwarse meercilindermotoren is pas decennia later verworven. Zowat elk merk (niet alleen de Amerikaanse) had destijds bijgevolg een tweecilinder (V-twin of boxer) of langsgeplaatste viercilinder-in-lijn als topmodel. Zoals Europese fabrikanten in de jaren vijftig concurrentie kregen van de Volkswagen Kever, diverse kleine auto's en zelfs dwergautos, kregen de Amerikanen al in het begin van de twintigste eeuw te maken met de Ford Model T, die in 1908 werd geïntroduceerd en bijna jaarlijks goedkoper werd, tot hij in de jaren twintig nog slechts enkele honderden dollars kostte. In de jaren tachtig werd de Amerikaanse motorindustrie op verzoek van Harley-Davidson beschermd door belastingmaatregelen op motorfietsen van meer dan 700 cc, waardoor veel Japanse modellen, met name "customs", met die cilinderinhoud naar de Verenigde Staten geëxporteerd werden. Europese en Japanse motorfietsen worden in de Verenigde Staten wel verkocht, en in sommige gevallen produceert men ze zelfs daar. Harley-Davidson is echter al jaren onaantastbaar gebleken, en de Amerikaanse beleving van het motorrijden: ontspannen en rustig, gecombineerd met de lange, bochtenloze "highways" geeft geen noodzaak tot de ontwikkeling van snellere motorfietsen met betere rem- en stuureigenschappen.

#### Zuid-Amerika
In Zuid-Amerika is nooit enige motorfietsindustrie van betekenis geweest. In verschillende landen zijn lichte tweetakten geproduceerd, niet zelden spin-offs of licentieproducten van Europese fabrikanten. In Brazilië ontstond het merk Amazonas, dat enigszins lachwekkende motorfietsen produceerde met een Volkswagen Kever-motor. Tegenwoordig doet opvolger Kahena dat nog steeds, maar van vlotte motorfietsen die interessant zijn voor een exportmarkt is geen sprake. Eind 2009 werd in Manaus (Brazilië) bij het bedrijf DAFRA de productie van de BMW F 650 GS eencilinder voor de binnenlandse Braziliaanse markt opgestart.

### Ontwikkelingen in Europa
Europa werd geteisterd door oorlogen. De Eerste Wereldoorlog betekende al het einde van veel merken, die vaak overgingen op de militaire productie, echter niet noodzakelijk van motorfietsen. De jonge vliegtuigindustrie ontstond vaak uit motorfiets- en automerken, maar andersom gingen na deze oorlog ook veel vliegtuig- en wapenfabrikanten (zoals BMW, FN en BSA) motorfietsen produceren.

#### België
België was ooit een groot motorfietsland. Met constructeurs als Paul Kelecom, die o.a. voor Antoine en FN werkte en Fernand Laguesse kwam het land tot grote hoogten als het om motorfietsen ging. Vooral de Grote Drie Saroléa, FN en Gillet Herstal maakten topproducten die de vergelijking met grote buitenlandse merken makkelijk konden doorstaan. Vooral rond Luik en Brussel floreerde de industrie in het algemeen, maar met name die van wapens, auto's en motorfietsen. Er bestonden tientallen kleine en grote bedrijven, die echter vaak door hun wapen-achtergrond tijdens de Tweede Wereldoorlog ontmanteld of door de Duitsers ingenomen werden. In de jaren vijftig kwam er echter de klad in. Er werden nog veel bromfietsen gemaakt, zoals de bekende merken Flandria, Superia en Royal Nord, maar ook zij hebben de tand des tijds niet doorstaan. Belgische inbouwmotoren, vooral van Antoine en Minerva waren ooit zeer gewild en hebben aan de basis van tientallen andere motormerken gestaan.

#### Duitsland
De Duitse ontwikkelingen gingen snel, maar ook hier kwamen de beide wereldoorlogen tussenbeide. Na de Eerste Wereldoorlog ontstonden honderden kleine merkjes, met name in het begin van de jaren twintig, die het slechts enkele jaren volhielden. Het land was dan ook tot grote armoede gekomen door de herstelbetalingen die het aan vrijwel heel Europa moest voldoen. Tussen de beide oorlogen bloeiden er veel motorfietsmerken op, soms met een zeer beperkte productie. Velen overleefden slechts enkele jaren. De recessie van de jaren dertig sloeg ook bij motorfiets producenten hard toe. Na de Tweede Wereldoorlog is in Eisenach, dat in de Russische bezettingszone lag, de productie van BMW R 75's doorgegaan, hoofdzakelijk voor de Russische technologische kennisopbouw. Duitsland mocht nog slechts in beperkte oplage en kleine cilinderinhouden motorfietsen voor zichzelf produceren. Bovendien gingen heel wat Duitse modellen als "oorlogsbuit" naar de overwinnaars, de DKW RT 125 werd in de DDR MZ RT 125, in Rusland Kosmos 125, in Engeland BSA Bantam en in Amerika Harley-Davidson Hummer. Pas tegen de jaren vijftig mocht men in Duitsland weer volop eigen productie draaien. In deze naoorlogse periode was er echter behoefte aan lichte en gebruiksvriendelijke voertuigen, waardoor de scooter en sterke opkomst beleefde. Ook in Duitsland werden er veel geproduceerd. Aan het einde van de jaren vijftig was BMW op een haar na failliet, maar in de jaren zestig wist het zich te herstellen om in de daaropvolgende jaren, met name aan het einde van de 20e eeuw, een grote opleving te beleven. Naast BMW waren er geen motorproducenten van enige betekenis meer over.

#### Frankrijk
In de beginjaren van de motorfietsindustrie speelde Frankrijk feitelijk een hoofdrol. Belangrijke ontwikkelingen zijn toe te schrijven aan de gebroeders Werner, Russen die hun werkplaats in Parijs hadden, de gebroeders Peugeot, Léon Bollée, Félix Millet, en vooral graaf Albert de Dion, die alles in het werk stelde om zijn De Dion-Bouton-machines, zowel in stoom- als benzineversie, naar de top te voeren. En er waren natuurlijk ooit bekende merken, zoals Alcyon, Automoto, Clément, Dollar, Dresch, Gnome et Rhône, Koehler-Escoffier, Le Grimpeur, Magnat-Debon, Monet-Goyon en René Gillet. Er zijn daarnaast misschien wel honderden Franse motormerken geweest, maar geen van allen hebben ze een onuitwisbare indruk in de motorgeschiedenis achtergelaten. Motobécane is waarschijnlijk het bekendste merk geworden, maar dan vooral door de Mobylette bromfiets, die in vele landen in licentie gebouwd is. Het bedrijf heeft het ook met echte motorfietsen geprobeerd, maar gebruikte daar in eerste instantie inbouwmotoren van andere merken voor en na de Tweede Wereldoorlog werden uitsluitend tweetakten gebouwd. Daar waren echter - buiten Frankrijk - weinig klanten voor te vinden. Tot voor kort leidden de merken Barigo en Voxan (inmiddels failliet) een bestaan in de marge. Er zijn pogingen ondernomen om motorfietsen te produceren met automotoren, vooral door constructeur Louis-Marie Boccardo die het zocht in PSA-motoren met Moto Française, BFG en Boccardo. Frankrijk is in de loop der jaren een Kawasaki-land geworden. Dit Japanse merk is er immens populair.

#### Italië
De Italianen hielden zich voor de Tweede Wereldoorlog voornamelijk bezig met lichte, vlotte viertakten voor de binnenlandse markt. Er waren honderden kleine familiebedrijfjes actief, en ze maakte technisch hoogstaande producten, waarbij kopklepmotoren met koningsassen al vroeg gemeengoed waren. Grote merken als Benelli, Moto Bianchi en Moto Guzzi kwamen tot 500cc-modellen en wisten daar ook grote sportieve prestaties mee te behalen. Na de Tweede Wereldoorlog ontstonden Laverda en Ducati. In de jaren vijftig regeerden Mondial, Moto Guzzi en Gilera op de circuits, maar ze moesten hun race-activiteiten staken omdat ze zich niet vertaalden in behoorlijke verkoopcijfers. Ducati, MV Agusta en Moto Morini namen het sportieve stokje over, maar verkochten ook nauwelijks motorfietsen. Er kwam een opleving toen zowel Moto Guzzi als Ducati en Laverda zich gingen richten op zware tweecilinders, terwijl Moto Morini het met sportieve lichte V-twins nog lang volhield. Moto Guzzi is sindsdien een enigszins stabiel bedrijf geworden, dankzij de V-twins die in 1965 door Lino Tonti (zie: Linto) ontwikkeld werden, terwijl Ducati zich dankzij grote sportieve successen in de Superbike- en de MotoGP-raceklassen verzekerd heeft van een vast clientèle. Zij zijn de enige overgebleven grote Italiaanse merken. Maar naast hen staan nog Aprilia, Cagiva en het herboren MV Agusta, dat inmiddels een handelsproduct is geworden: door de familie Castiglioni (Cagiva) in 2008 verkocht aan Harley-Davidson, door dit merk verlost van alle schulden en geherstructureerd en in 2010 weer teruggekocht voor drie dollar.

#### Nederland
Nederland heeft zijn naam als fietsland nooit verloochend. Vrijwel alle motorfietsmerken die ooit hebben bestaan hielden zich bezig met de productie van fietsen, die "motorfiets" werden door er een hulpmotor van een buitenlands bedrijf aan te hangen. Ook de merken die het daadwerkelijk tot "echte" motorfietsen brachten, gebruikten inbouwmotoren uit het buitenland, zoals Sachs, Puch, Victoria en ILO. Net als in België deden bromfietsfabrieken het goed, met bekende merken als Batavus, Berini, Cyrus, Kaptein en Gazelle. Sparta en Eysink brachten het tot enige bekendheid als motorfietsfabrikant, maar ook zij gebruikten inbouwmotoren. Jamathi maakte naam als fabriek van 50cc-wegracemotoren, dankzij de constructeurs Jan Thiel en Martin Mijwaart, die dan ook meteen door buitenlandse bedrijven "weggekocht" werden.

#### Rusland
Voor zover bekend heeft de ontwikkeling van motorfietsen in de voormalige Sovjet-Unie nooit grote hoogten bereikt. Al vóór de Tweede Wereldoorlog bestonden er motorfabrikanten, zoals het merk Dux, dat al in 1908 actief was met eigen frames waarin Zwitserse Moto-Rêve-motoren werden gehangen. Krasnyj Oktjabr kopieerde in de jaren dertig DKWs en PMZ maakte in dezelfde periode motorfietsen met op Harley-Davidson en Indian gebaseerde V-twins die in BMW-achtige frames werden gehangen. Middels het Molotov-Ribbentroppact verkreeg Rusland in 1939 Duitse patenten voor de productie van de BMW R 71. In de stad Irbit (Oeralgebergte) zijn tijdens de Tweede Wereldoorlog 10.000 zijspancombinaties gemaakt van het type Molotov M 72. Nadat de productie van de Molotov M 72 op gang was gekomen is in de beginjaren vijftig M 72 kennis overgedragen aan China. Na de Tweede Wereldoorlog importeerde Rusland uit satellietstaten alle kennis om goede motoren te maken, zoals Jawa en MZ. De IZj tweetakt is een kopie van de DKW NZ 350 en ook andere ontwerpen werden uit Duitsland overgenomen zo als de huidige Minsk. Tot op de dag van vandaag is IMZ Ural de meest geëxporteerde motorfiets uit Rusland, maar het merk wordt nog steeds geplaagd door het verleden: slechte kwaliteitscontrole, slechte materialen en nauwelijks geld voor ontwikkelingen. Een koper van een nieuwe Ural kan en zal daardoor regelmatig gecomplimenteerd worden omdat zijn "klassieker" er nog als nieuw uitziet.

#### Verenigd Koninkrijk
In het Verenigd Koninkrijk werd de ontwikkeling van de motorfiets al aan het einde van de 19e eeuw geremd door de "Red Flag Act", de beroemde wet die het verplichtte voor een gemotoriseerd voertuig iemand met een rode vlag te laten lopen. Later werden de snelheden "verhoogd" naar 3 km/h binnen- en 6 km/h buiten de bebouwde kom. Pas in 1896 mocht men 19 km/h rijden. Deze verhoging werd gevierd met een wedstrijd: de eerste Engelse motorrace, de "Celebration Run" in 1896. Desondanks was er voor de industrie geen reden om te investeren in iets dat nog steeds niet sneller ging dan een paard. Aan het begin van de 20e eeuw waren de Britse fabrikanten grotendeels afhankelijk van buitenlandse inbouwmotoren, terwijl de Britse inlandse producten in eigen land onder veel kritiek gebukt gingen. Inbouwmotorproducenten als Minerva, Werner en Anzani haastten zich dan ook eigen Britse vestigingen op te zetten, terwijl Antoine complete motorfietsen onder de naam Ormonde in Londen liet produceren. Pas vanaf 1908 wonnen de Britse eencilinders, die toen vaak al voorzien waren van naafversnellingen, een 500 cc zijklepmotor, half-automatische smering en een kick- of handstarter, aan populariteit. Van de jaren twintig tot eind jaren zestig ontstond er een bloeiende motorindustrie, die echter (te) lang uit ging van een- en tweecilindermotoren. Britse merken verenigden zich in samenwerkingsverbanden als Associated Motor Cycles (1937) en Norton-Villiers (1966). De opkomst van de Japanse motorindustrie werd aanvankelijk als ongevaarlijk beschouwd, temeer daar de Japanners voornamelijk kopieën van Britse motorfietsen produceerden. In de jaren zestig kwamen de Japanse merken (met uitzondering van Honda) met lichte tweetaktmotoren. Maar de viercilinder-Honda CB 750 (1969) opende de Britten de ogen. De BSA-groep reageerde met de driecilindermodellen Rocket III en Trident, maar het tij voor de Britse motorindustrie was toen niet meer te keren. Tot begin jaren negentig bleef het redelijk stil, maar toen maakte John Bloor de merknaam Triumph, die hij in 1983 gekocht had, te gelde met redelijk vlotte drie- en viercilinders. In de loop van de jaren is dit "nieuwe" Triumph gestaag gegroeid tot een belangrijke speler op de Europese motormarkt, met zeer uiteenlopende modellen, kwalitatief hoogstaande techniek en vooral een soms gewaagd maar desalniettemin populair design. Ook de naam Norton bestaat nog, maar gaat van hand tot hand langs allerlei bedrijven die proberen een nieuwe Norton Commando in de markt te zetten. Doordat er geen hoge productieaantallen gehaald worden is deze machine vooralsnog erg duur.

#### Oostbloklanden
In het Oostblok werden na de Tweede Wereldoorlog alle fabrieken genationaliseerd, waarna ze onder het regime van een Sovjet-beheerder vielen. In Tsjecho-Slowakije werd de wapenfabriek Česká Zbrojovka Strakonice omgebouwd tot de motorfietsenfabriek "CZ", en Jawa produceerde al motorfietsen. In veel gevallen werden onder invloed van de Centraal geleide economie motorfietsen door beide merken als badge-engineering producten samen geproduceerd, maar desondanks bleef het merk "Jawa" in westerse landen meer bekend. In de Sovjet-bezettingszone in Duitsland werden de grote fabrieken van BMW in Eisenach en de Gustloff-Werke in Suhl onder de verantwoordelijkheid van Awtowelo, een vennootschap van de Sovjetregering, gebracht. Na de oprichting van de DDR werd de motorfietsproductie in Eisenach al snel beëindigd, maar in Suhl werden lichte motorfietsen en scooters onder de naam "Simson" verkocht, terwijl de zwaardere modellen uit de voormalige DKW-fabriek in Zschopau kwamen en bekendheid kregen als MZ. Hier werd echter nauwelijks badge-engineering toegepast: Simson produceerde tot 70 cc, MZ daarboven.

### Ontwikkelingen in Azië
Buiten China en Japan waren de landen in Azië veelal Franse en Britse koloniën. De verkochte motorfietsen kwamen dan ook uit hun "moederland". De Britten bouwden zelfs speciale, meer robuuste modellen voor de koloniën. Deze werden aangeduid met een "C" (Colonial), terwijl de modellen voor de thuismarkt een "H" (Home) kregen. Na hun onafhankelijkheid worden in enkele landen motorfietsen in licentie geproduceerd, zoals Royal Enfield in India. In Zuid-Korea zijn de merken Daelim en Hyosung in opkomst. Hyosung maakt zelfs wat zwaardere (650 cc) modellen met eigen motorblokken. Tegenwoordig zijn lichte motorfietsen in de zuidelijke Aziatische landen zoals India, Bhutan, Indonesië, Thailand en Vietnam ten opzichte van auto's ruim in de meerderheid. In Myanmar bestaat het gemotoriseerde verkeer bijna voor 100% uit lichte motorfietsen.

#### China
Net als in de Sovjet-Unie was er in China nauwelijks ruimte voor de ontwikkeling van nieuwe techniek, ook op motorfietsgebied. Lange tijd lifte het land mee op de Russische "vooruitgang", waardoor ook hier BMW R 71-kloons verschenen. Deze zijkleppers zijn echter niet doorontwikkeld en worden tot de dag van vandaag gemaakt. Het meest moderne dat de Chinese motorindustrie te bieden heeft is een kopklep-versie van de Chang Jiang CJ 750, die iets lijkt op een BMW uit de jaren tachtig, maar qua motorbouw veel ouder is. Door het grote netwerk van staatsfabrieken die deze machines produceren ontstaan ook veel "merknamen": naast Chiang Jiang ook nog Chang Dong, Dong Tian, Tai Shan en Yangtze, terwijl als "exportnaam" "Black Star" wordt gebruikt. De machines verschillen echter nauwelijks van elkaar. Verder worden er op grote schaal lichte tweetakten geproduceerd, meestal in licentie van buitenlandse (Japanse) merken. Bovendien wordt China steeds interessanter als vestigingsplaats voor buitenlandse merken.

#### Japan
De Japanse motorfietsindustrie kende al voor de Tweede Wereldoorlog vele tientallen merken. Deze beperkten zich voornamelijk tot het kopiëren van Amerikaanse en Europese modellen. Zelfs de snelle tweetakten uit de jaren zestig kon men veelal terugleiden naar modellen van o.a. Adler en DKW. Kawasaki bouwde Meihatsu- en Meguro-modellen, die op hun beurt weer waren afgeleid van BSA's en AJS-en. Honda volgde een eigen lijn, met zeer snelle en lichte viertaktmotoren. Vanaf de jaren zeventig werden de Japanners echter toonaangevend in de motorfietsproductie. Suzuki importeerde via de gevluchte DDR-coureur Ernst Degner begin jaren zestig de kennis om snelle tweetakten te maken, en daar successen mee te halen. In deze periode ontstonden de Japanse "Grote Vier", waarbij Kawasaki, Suzuki en Yamaha zich aanvankelijk op tweetaktmotoren richtten en Honda vasthield aan viertaktmotoren. De komst van de Honda CB 750 in 1969 deed de motorwereld op haar grondvesten schudden, betekende een enorme klap voor veel Europese motorfabrikanten en maakte in één keer duidelijk dat zware viertakten de toekomst hadden. Binnen enkele jaren waren alle Japanse fabrikanten op dit concept overgestapt, waarbij soms voor lichtere modellen nog wel tweetakten werden gebruikt. Maar ook deze zijn intussen (voor de westerse markt althans) vervangen door viertakten.

## Juridisch begrip in Nederland

### Definitie "motorfiets"
Het Reglement verkeersregels en verkeerstekens definieert de motorfiets als een motorvoertuig op twee wielen al dan niet met zijspan of aanhangwagen. Enerzijds schept dit duidelijkheid vooral voor zijspanrijders, zij behoren juridisch tot de motorrijders. Dit gaat echter slechts op wanneer hetzelfde RVV ook over motorfietsen spreekt, zoals in artikel 2.2 (De regels van dit besluit betreffende voetgangers zijn voorts mede van toepassing op personen die te voet een motorfiets, bromfiets of fiets aan de hand meevoeren.), artikel 60 lid 1 (De bestuurder en de passagiers van bromfietsen, motorfietsen en driewielige motorvoertuigen moeten een goed passende helm dragen.) en het verkeersbord C 11 "gesloten voor motorfietsen". In gevallen waarin het woord "motorfiets" niet wordt gebruikt gaat het verhaal echter niet op: bij het bord "gesloten voor motorvoertuigen op meer dan twee wielen" moet de zijspanrijder gewoon wielen tellen, dat zijn er meer dan twee en hier mag hij dus ook niet doorrijden.
In België is een driewielig motorvoertuig van minder dan 400 kg ook een motorfiets.

### Regels voor voetgangers
Artikel 2.2 RVV bepaalt dat personen die een motorfiets aan de hand meevoeren de regels van het RVV voor voetgangers volgen. Dat houdt in dat men met een kapotte motorfiets over de stoep mag lopen, en dat men dan geen helm hoeft te dragen.

### Helmplicht
Artikel 60 RVV bepaalt dat zowel de bestuurder als de passagier(s) van een motorfiets een goedgekeurde helm moeten dragen. Omdat hier de definitie "motorfiets" gevolgd moet worden, geldt de regel dus ook voor passagiers in een zijspan.

## Techniek

### Opbouw

#### Rijwielgedeelte
Het rijwielgedeelte (frame) van een motorfiets is ontwikkeld uit dat van een fiets. Het is het dragende gedeelte waaraan de voor- en achterwielophanging, het motorblok, het zitgedeelte en de bedieningsorganen bevestigd zijn. In de loop der jaren is het rijwielgedeelte voortdurend doorontwikkeld en verbeterd, waarbij geëxperimenteerd werd met vele materialen en constructies. Men kan grofweg twee hoofdgroepen onderscheiden: de buisframes die met stalen buizen zijn geconstrueerd, en de aluminium frames, die vaker met kokervormige profielen worden gemaakt. Daarbinnen zijn er tientallen constructiemogelijkheden. Vaak maakt het motorblok zelf deel uit van het dragende gedeelte van de motorfiets, waardoor het frame lichter uitgevoerd kan worden.

##### Wielophanging

###### Voorvork
Ook de wielophanging, vooral aan de voorkant, is voortdurend onderwerp van vernieuwing. Hierbij wordt vooral getracht het sturende en verende element van elkaar te scheiden. Bij het inveren van een voorvork verandert immers de stuurgeometrie waardoor de motorfiets zich anders gedraagt in een bocht. Hiervoor werden o.a. naaf- en fuseebesturing toegepast, die echter niet wisten door te breken. BMW slaagde hier met de telelever en duolever wel in. Eerste toepassingen van geveerde voorvorken waren de parallellogramvork en de schommelvoorvork. Een doorbraak ontstond bij de uitvinding van de telescoopvork, die al in 1909 door Scott werd toegepast, maar pas echt doorbrak toen BMW hem in de jaren dertig ging gebruiken. In 1983 begon het Nederlandse WP Suspension met de productie van de omgekeerde versie van deze vork, de Upside Down voorvork, die inmiddels algemeen ingeburgerd is.

###### Achtervork
Achtervering ontstond veel later dan voorvering, en is in de loop der tijd veel minder onderhevig aan ontwikkelingen geweest. In eerste instantie werden proeven gedaan met alleen een verende naaf (de "Sprung Hub" van Triumph-constructeur Edward Turner). Later volgde plunjervering en de scharnierende swingarm met dubbelde veer/dempingseenheden. De toepassing van monovering door Yamaha in het begin van de jaren zeventig betekende een doorbraak, gevolgd door de toepassing van de Pro Arm enkelzijdige wielophanging van Honda. Beide systemen waren al jaren eerder door Imme toegepast, maar dit merk was te klein om een doorbraak te bewerkstelligen.

###### Wielen
Vroeger werden stalen velgen met draadspaken toegepast, maar die maken het gebruik van tubelessbanden onmogelijk. Daarom worden kruisspaken of gietwielen gebruikt. De wielmaat heeft een grote invloed op het stuurgedrag, waardoor voor verschillende typen motoren andere wielmaten worden gebruikt. Bij zijspancombinaties worden niet zelden autobanden en -velgen gebruikt.

##### Remmen
Aanvankelijk werden alleen zeer eenvoudige remmen op het achterwiel toegepast. Door meer kennis van de dynamische aslastverplaatsing kwam het belang van voorremmen naar voren. In eerste instantie werden velgremmen gebruikt, later trommelremmen en tegenwoordig zijn schijfremmen, zelfs bij terreinmotoren, gemeengoed. Antiblokkeersystemen doen steeds meer opgang.

### Bediening
Nadat in het begin van de 20e eeuw werd geëxperimenteerd met diverse bouw- en bedieningswijzen van motorfietsen ontstond er rond de jaren dertig een opbouw die daarna nagenoeg algemeen als standaard werd aangenomen. Deze opbouw is als volgt:
- Snelheidsregeling: Door middel van een draaibare gashendel aan de rechterkant van het stuur;
- Remmen: In het algemeen bedient een hendel aan de rechter stuurhelft de voorrem en een pedaal aan de rechterkant de achterrem. Bij een integraal remsysteem kunnen echter combinaties voorkomen, waarbij één bedieningselement beide remmen bedient. De bediening gebeurt in het algemeen, zeker bij schijfremmen, hydraulisch en vaak is een antiblokkeersysteem toegepast.
- Starten: Een drukknop rechts bedient de startmotor;
- Claxon: Een drukknop links bedient de claxon;
- Richtingaanwijzers: Deze worden bediend door een of meer knoppen die meestal links maar soms ook rechts op het stuur zijn geplaatst;
- Schakelen: Met de linkervoet wordt de sequentiële versnellingsbak bediend.
  - (Tot de jaren zeventig was de bediening van rem en schakelmechanisme met name bij de Britse merken afwijkend: Links remmen en rechts schakelen: één omhoog, de rest omlaag. Met de stijgende populariteit van de Japanse merken accepteerden de klanten deze afwijkende bediening niet meer en moesten de Britten wel bijdraaien, zeker toen de Amerikaanse regering deze schakeling zelfs afdwong aan het begin van de jaren zeventig.)

### Technische indeling

#### Motortype
- Tweetaktmotor
- Viertaktmotor
- Wankelmotor
- Dieselmotor (zie ook: Dieselmotorfiets)
- Elektromotor

#### Aantal cilinders
- Er worden een-, twee-, drie-, vier- en zescilinders toegepast. Enkele bijzondere motorfietsen hebben een afwijkend aantal, zoals de voormalige Honda racemotoren (vijf cilinders) en de Boss Hoss-modellen (Chevrolet achtcilinders). Ook de zeer zelden toegepaste stermotoren moeten een oneven aantal cilinders hebben en komen daarom als vijfcilinder voor.

#### Bouw van het motorblok
- lijnmotor, V-motor, boxermotor (alle motortypen komen voor als langsgeplaatste motor en als dwarsgeplaatste motor)

#### Koeling
- luchtkoeling, waterkoeling, oliekoeling

#### aandrijving
- ketting, cardan, getande riem

## Typen motorfietsen
Een ruwe onderverdeling in de verschillende soorten motorfietsen volgt hierna, de meest bekende voorbeelden zijn subjectief. In elke categorie zijn dan weer onderverdelingen mogelijk door de enorme verscheidenheid aan motorfietsen.

### Wegmotoren
- Bromfietsen
  - Bromfiets
  - Bromscooter
  - Snorfiets
- Choppers
- Commercials
- Customs
  - Factory customs
  - Light Customs
  - Cruisers
  - Power Cruisers
  - Serious Customs
  - Soft Customs
  - Street Rods
- ENV's
- Naked bikes
- Scooters
- Sportmodellen
  - Caféracers
  - Lichte supersports
  - Zware supersports
- Streetfighters
- Toermodellen
  - Commuter bike
  - Elementary bikes
  - Hybrid sports
  - Light touring
  - Rat Bikes
  - Retro bikes
  - Sporttoerers
  - Serious Touring
  - Full Size Touring
- Zijspannen

### (Semi)terreinmotoren
- Allroads
- Adventure bikes
- Farm bikes
- Offroads
- Soft Enduros
- Supermotards

### Oldtimers
- Autocycles
- Autowheels
- Commercials
  - Dispatch Tow
  - Servi-Car
  - Triporteurs
- Zijspannen
- Damesmotorfietsen
- Driewielers
  - Forecars
  - Tricars
  - Tricycles
  - Triporteurs
- Onder-de-zestigers
- Street scramblers
- Trailmotoren
- Pioneer
- Veteran
- Vintage
- Post Vintage (Pre War)
- Classics

### Wedstrijdmotoren
- Crossmotoren
- Dragracers/sprinters
- Enduromotoren
- Gangmaakmotoren
- Minibikes
- Pitbikes
- Trialmotoren
- Wegracers

## Motorsport

### Asfalt
- Dragracing
- Heuvelklim
- Sprint
- Wegrace
  - Wereldkampioenschap wegrace
  - Superbike
  - Supersport
  - Endurance
  - Zijspanrace
- Zijspanrally

### IJs
- IJsspeedway
- Skijøring

### Terrein
- Baansport
  - Dirttrack
  - TT Dirttrack
  - TT Steeplechase
  - Grasbaanrace
  - Shorttrack
  - Speedway
- Enduro
- Heuvelklim
- Motorvoetbal
- Motorcross
- Freestyle motocross
  - Supercross
    - Dubbelcross
    - Indoorcross

  - Zijspancross
- Rally
  - Woestijnrally
- Supermotard
- Trial
  - X-trial
  - Speedtrial

## Veiligheid
Uit onderzoek van de Europese verkeersveiligheidsorganisatie ETSC blijkt dat het risico op een dodelijk ongeluk voor motorrijders in de EU 18 keer zo groot is als voor automobilisten. Er verongelukten in 2006 ongeveer 6200 motorrijders, 16 procent van alle verkeersdoden, terwijl ze maar een aandeel van 2 procent hadden in alle afgelegde kilometers.
Verder geeft het onderzoek aan dat het veiligste land voor motorrijders Noorwegen is, en het gevaarlijkste land Slovenië. Nederland zit ertussenin.
Onderzoek toont ook aan dat een grote oorzaak van motorongevallen het niet verlenen van voorrang is. Uit een analyse van processen-verbaal van motorfietsongevallen blijkt dat het bij de meeste kruispuntongevallen ging om een auto uit een zijweg die de motorfiets voorrang had moeten verlenen maar dat niet deed (Van Kampen & Schoon, 2002). Ondanks het feit dat verreweg de meeste motorrijders ook overdag licht voeren, komt het veel voor dat de automobilist de motorfiets gewoon niet heeft opgemerkt. Veel automobilisten geven aan wel gekeken te hebben, maar de motorfiets niet te hebben gezien; ook komt het voor dat de automobilist de snelheid van de motorfiets verkeerd inschat, dan wel dat de motorrijder te snel rijdt (Vis, 1995). Deze Nederlandse gegevens komen overeen met de resultaten van een Europese studie (MAIDS, 2004). In die studie zijn ruim 900 ongevallen in vijf landen (Frankrijk, Duitsland, Italië, Spanje en Nederland) waarbij een gemotoriseerde tweewieler (motorfiets/bromfiets) was betrokken, diepgaand geanalyseerd. Er werd geconcludeerd dat een menselijke fout de primaire oorzaak was in 87,5% van de ongevallen. In die gevallen lag de oorzaak iets vaker bij de bestuurder van het andere voertuig (50%) dan bij de bestuurder van de gemotoriseerde tweewieler (37%). In ruim 36% van de gevallen zag de bestuurder van het andere voertuig de tweewieler niet; in 12% van de gevallen zag de bestuurder van de tweewieler het andere voertuig niet.

## Lawaaihinder
Bromfietsen en motorfietsen dragen ook in belangrijke mate bij tot het lawaai van het wegverkeer, meer dan andere voertuigen, door het specifieke geluid dat ze maken,  soms verergerd door roekeloos rijgedrag, het opvoeren van de motor of het demonteren van de knaldemper.
De geluidslimieten om deze motoren op de markt te mogen brengen zijn vermeld in typegoedkeuringen, gebaseerd op Europese wetgeving: Europese verordening 168/2013 verving circa 27 voorafgaande richtlijnen, en werd opgevolgd door verordening 2019/129 en latere uitvoeringsverordeningen.
In België worden de geluidsnormen gecoördineerd door de FOD Volksgezondheid.
Sedert de jaren 2010 rijst meer protest tegen lawaaihinder door motoren.